# Парноноздрёвые
Парноноздрёвые, или птераспидоморфы, или двуноздрёвые (лат. Pteraspidomorpha), — класс вымерших бесчелюстных.
Известны с позднего кембрия (фрагментарные остатки, описанные как Anatolepis) по поздний девон. По некоторым версиям, предки челюстноротых.

## Общая характеристика
Длина тела от 3 см до 1,5 м. Имели более-менее веретенообразную форму, а некоторые были уплощёны в спинно-брюшной плоскости. Наружные окостенения представляли собой пластины и щитки, лучше всего развитые в передней части тела, либо разбросанные по коже маленькие пластинки или шипы. У части представителей класса, возможно, были небольшие грудные плавники. У хвостового плавника более развита нижняя лопасть. Имели глаза по бокам головы и парные обонятельные капсулы. Скорее всего парноноздрёвые были придонными обитателями.

## История изучения
Первым из класса в представленном здесь объёме был описан род Pteraspis (не позднее 1847 года), хотя в то время его представляли как каракатицу или ракообразного. К 1870 году роды Pteraspis и Cyathaspis уже включали в состав группы Heterostraci — «иначепанцирных» или разнощитковых, а к бесчелюстным (Agnatha) их отнёс Эдвард Коп в 1889 году вместе с описанием самой группы. Он выделил два отряда: Arrhina («безноздрёвые») и Diplorhina («парноноздрёвые»), в который включил остатки Mycterops, впоследствии оказавшегося ракоскорпионом. Ошибку Копа исправил в 1924 году Йохан Киер, разделив бесчелюстных на двуноздрёвых (Diplorhina), включавших разнощитковых и телодонтов, и одноноздрёвых (Monorhina). Эрик Стеншё в своих работах 1927 и 1932 года предложил другую систему: в группу Pteraspidomorphi попали разнощитковые и миксинообразные, а в группу Cephalaspidomorphi — остальные бесчелюстные. Сейчас Diplorhina синонимизируют с Pteraspidomorphi, а Monorhina — с Cephalaspidomorphi.
Первоначально описанные как подкласс в классе остракодерм, впоследствии парноноздрёвые получали ранг класса или даже надкласса. Чтобы избежать омонимии между научными названиями разных рангов, в 5-м издании «Fishes of the World» 2016 года класс переименовали в Pteraspidomorpha, оставив для надкласса название Pteraspidomorphi, так как окончание -morphi присуще всем надклассам бесчелюстных в этом издании.

## Классификация
Монофилия класса признана многими учёными, но его классификация, как и всех бесчелюстных, не устоялась — разные группы систематиков по своему выделяют клады и устанавливают отношения между ними на основании доступных для изучения ископаемых остатков, зачастую фрагментарных.
К классу относят следующие вымершие таксоны (до отрядов включительно):
- Подкласс Astraspida — Астраспиды[12]
  - Отряд Astraspidiformes — Астраспидообразные[12]
- Подкласс Arandaspida — Арандаспиды
  - Отряд Arandaspidiformes — Арандаспидообразные
- Подкласс Heterostraci — Разнощитковые, или гетеростраки
  - Отряд Cardipeltida
  - Отряд Corvaspidida
  - Отряд Cyathaspidiformes — Циатаспидообразные[13]
  - Отряд Lepidaspidida
  - Отряд Pteraspidiformes — Птераспидообразные[14]
  -  ? Отряд Tesakoviaspidida
  - Отряд Tesseraspidida
  - Отряд Tolypelepidida
  - Отряд Traquairaspidiformes